# Jan Willem Boudewyn Gunning

Jan Willem Boudewyn Gunning

Jan Willem Boudewyn Gunning (* 3. September 1860 in Hilversum; † 23. Juni 1913 in Pretoria) war ein niederländischer Agrarwissenschaftler, Ornithologe und Direktor des Transvaal-Museums sowie des zoologischen Gartens in Pretoria. Außerdem war er Ritter des Ordre du Mérite agricole.

## Leben und Wirken
Gunning war der zweite Sohn des niederländischen Theologen Johannes Hermanus Gunning (1829–1905), der Professor an der Universität von Amsterdam und der Universität Leiden war. Seine Mutter hieß ursprünglich Johanna Jacoba Hoog (1826–1904). Seine Geschwister hießen Johannes Hermanus Gunning (1858–1940), Aletta Lamberta Gunning (1859–1838), Maria Lambertha Gunning (1862–1939), Jacomina Marianne Elisabeth Gunning (1863–1912), Françoise Caroline Gunning (1864–1954), Arnoldine Pauline Gunning (1866–1931) und Johanna Adriana Jacoba Gunning (1867–1940).
Jan Willem Boudewyn Gunning wurde in den Niederlanden, Frankreich und in Deutschland ausgebildet. In den Niederlanden besuchte er die Universitäten von Amsterdam und Leiden. Seinen Doktor der Medizin (M.D.) machte er an der Universität Jena. Schließlich zog er im Jahr 1884 nach Südafrika, wo er noch im selben Jahr Suzanna Johanna Neethling (1862–1888) ehelichte. Diese war die Tochter von Marthinus Laurentius Neethling (1825–1913), einem einflussreichen Weinbauern aus der Gegend von Stellenbosch. Als Gunnings erste Frau im Jahr 1888 verstarb, hinterließ sie ihm drei Kinder. So heiratete er im Jahr 1889 Ellen Elisabeth Dubbin (1867–), die aus Bethulie stammte, und mit der er drei Söhne und zwei Töchter zeugte.
Bis 1892 praktizierte Gunning als Arzt in Bethulie, Smithfield und der Kapkolonie, ehe er schließlich nach Pretoria zog. Hier wurde er zum Direktor des neu gegründeten Transvaal-Museums ernannt. Es ist seinem großen Einsatz zu verdanken, dass im Jahr 1898 der Zoo von Pretoria begonnen und 1899 eröffnet wurde. Von diesem wurde er ebenfalls der erste Direktor. Ein Jahr später wurde ein geeignetes Grundstück erworben, so dass endlich ein ordentlicher zoologischer Garten entstehen konnte, der zunächst unter dem Namen Transvaal Zoological Garden und heute als National Zoological Garden of South Africa bekannt ist.
Eine weitere Leidenschaft von Gunning galt den Agrarwissenschaften. So war er Vizepräsident der Transvaal Agricultural Union, der Pretoria Agricultural Society, des Transvaal Kennel Club und der Pretoria Homing Society.
Gunning unterstützte die Gründung der South African Ornithologists’ Union (S. A. O. U.). Mit Hilfe einer Schriftkampagne, die er gemeinsam mit William Lutley Sclater und John Alexander Strachey Bucknill (1873–1926) initiierte, wurde diese schließlich am 8. April 1904 gegründet. So wurde Sclater erster Präsident und Gunning einer der Vizepräsidenten. In Abwesenheit von Sclater übernahm Gunning den Vorsitz des dritten Treffens der S. A. O. U., welches am 25. August 1906 in Pretoria stattfand. Im Jahr 1910 bis zu seinem Tode war Gunning sogar Präsident der S. A. O. U. Außerdem war er Präsident der 1907 gegründeten Transvaal Biological Society, die später in der Transvaal Philosophical Society aufging. Gunning war Fellow of the Zoological Society (F.Z.S).

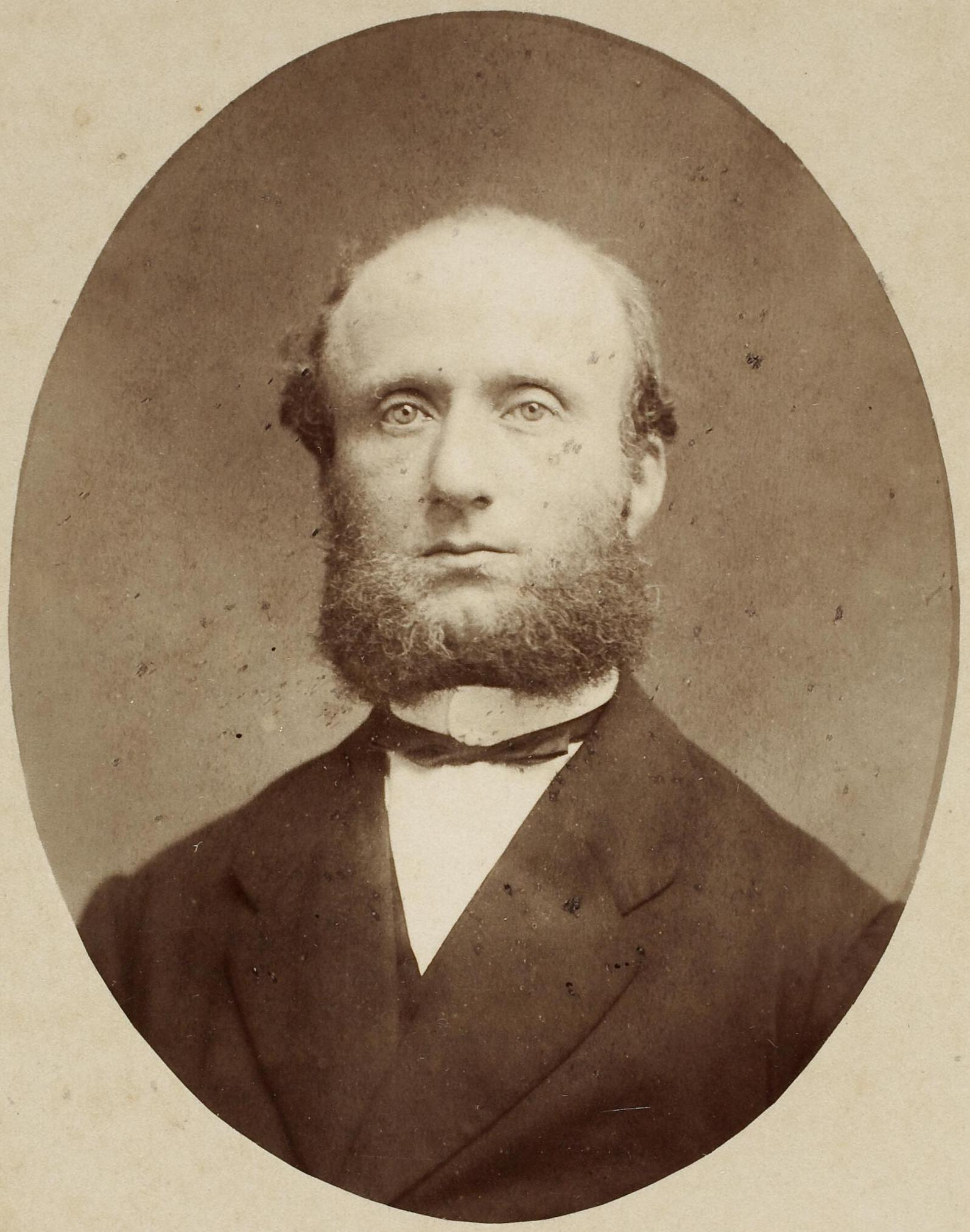
Der Vater Johannes Hermanus Gunning
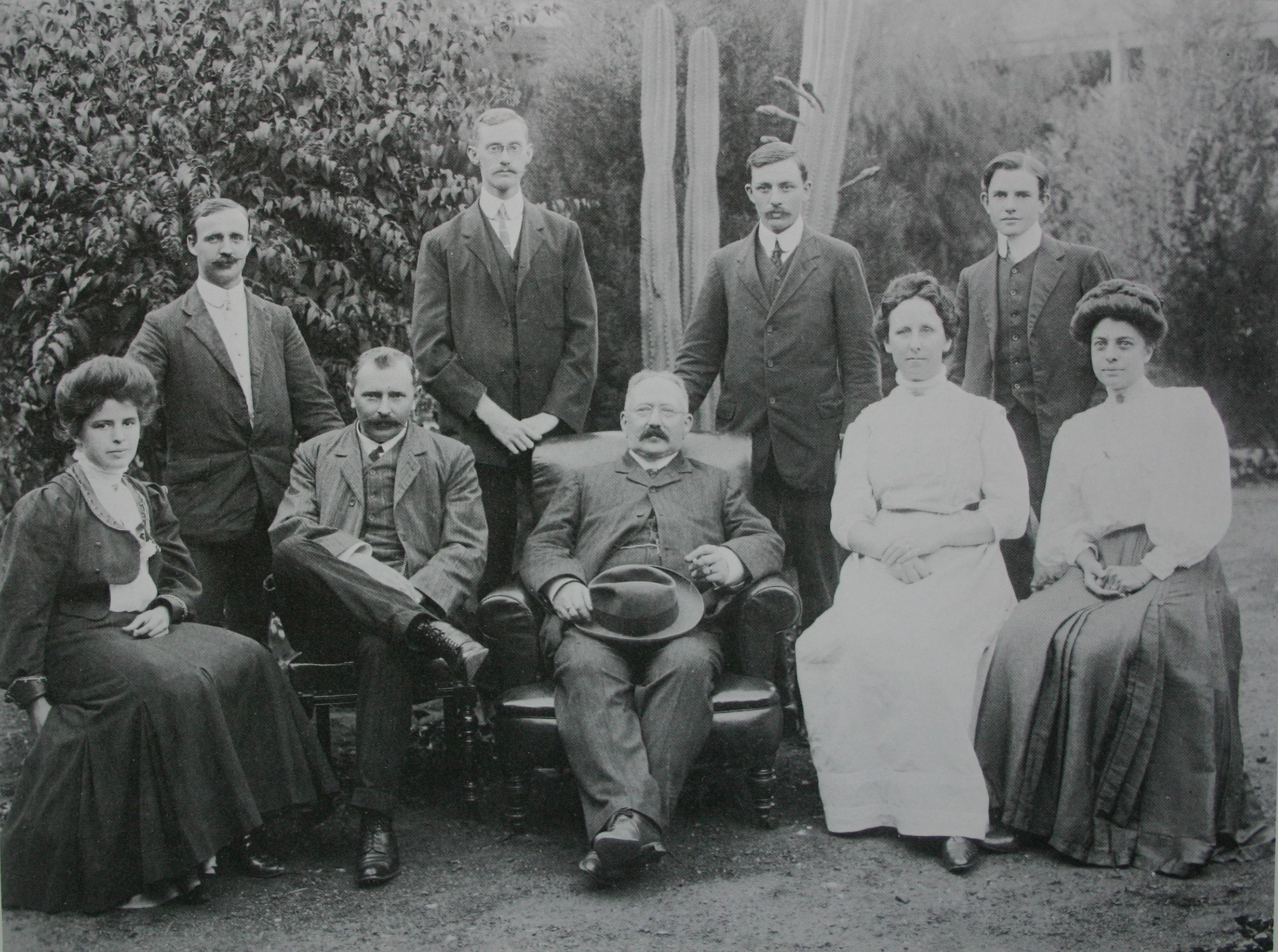
Mitarbeiter des Transvaal-Museum mit Gunning

## Dedikationsnamen
Im Jahr 1909 widmete ihm Alwin Karl Haagner das Artepitheton der Blauflügelrötel (Sheppardia gunningi). So heißt es in seinem Artikel:

„…...and for the second a new genus seems necessary to which I have also attached the name of its collector, giving to it the specific name of gunningi, in honour of Dr. J. W. B. Gunning, Director of the Transvaal Museum, who is now my chief.“

Die von Austin Roberts 1922 neu eingeführte Gattung Gunningia gilt heute als Synonym für die Gattung Euchloridia.

## Erstbeschreibungen
Gunning war für einige Vogelarten und Unterarten der Erstautor. Bei einigen Beschreibungen arbeitete er mit Austin Roberts zusammen.

### Arten

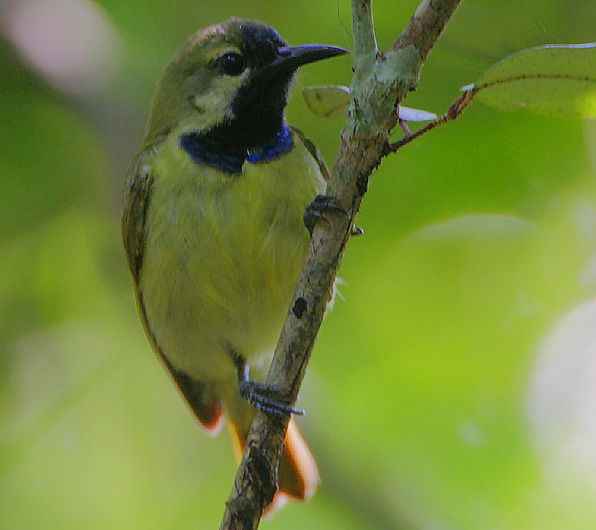
Blaukehl-Nektarvogel

Zu den Arten, die Gunning beschrieb, gehören chronologisch:
- Blaukehl-Nektarvogel (Anthreptes reichenowi) Gunning, 1909

### Unterarten
Zu den Arten, die Gunning zusammen mit Roberts beschrieb, gehören chronologisch:
- Halsband-Feinsänger (Apalis thoracica flaviventris) Gunning & Roberts, 1911
- Halsband-Feinsänger (Apalis thoracica rhodesiae) Gunning & Roberts, 1911
- Halsband-Feinsänger (Apalis thoracica spelonkensis) Gunning & Roberts, 1911
- Halsband-Feinsänger (Apalis thoracica venusta) Gunning & Roberts, 1911 Syn: (Apalis thoracica darglensis) Gunning & Roberts, 1911
- Grünrücken-Camaroptera (Camaroptera brachyura bororensis) Gunning & Roberts, 1911
- Rothalsfalke (Falco chicquera horsbrughi) Gunning & Roberts, 1911
- Rotkehlfrankolin (Francolinus afer castaneiventer) (Gunning & Roberts, 1911)
- Laubbülbül (Phyllastrephus terrestris intermedius) Gunning & Roberts, 1911
- Kurzzehenrötel (Monticola brevipes pretoriae) Gunning & Roberts, 1911

Die Unterart der Rotnasen-GrüntaubeTreron calvus orientalis (Gunning & Roberts, 1911) steht heute als Synonym für Treron calvus delalandii (Bonaparte, 1854).

## Schriften (Auswahl)
- Report of the Third Annual Meeting. In: The Journal of the South African Ornithologists’ Union. Band 1, Nr. 1, 1905, S. I-VIII (biodiversitylibrary.org).
- Description of two new species of birds in the Transvaal Museum. In: Annals of the Transvaal Museum. Band 1, Nr. 3, 1909, S. 173–174 (biodiversitylibrary.org).
- On a new species of Cossypha from West Pondoland. In: Annals of the Transvaal Museum. Band 1, Nr. 3, 1909, S. 174 (biodiversitylibrary.org).
- zusammen mit Austin Roberts: New records and descriptions of new species of birds in the Transvaal Museum Collection. In: Annals of the Transvaal Museum. Band 3, Nr. 2, 1911, S. 109–118 (biodiversitylibrary.org).